# Albertus Verhoesen
Albertus Verhoesen, né le 16 juin 1806 à Utrecht et mort le 27 février 1881 dans la même ville, est un peintre et graveur.

## Biographie
Albertus Verhoesen naît le 16 juin 1806 à Utrecht.
Il est l'élève de Bruno van Straaten, Jan van Ravenzway, Pieter Gererdus van Os et Barend Cornelis Koekkoek. En 1834 il est à Amersfoort et en 1853 à Utrecht.
Il meurt le 27 février 1881 dans sa ville natale.